# Teshie
Teshie város Ghána déli részén, az Atlanti-óceán partján, Greater Accra régióban. 1787-ben a település határában dán telepesek erődöt építettek Augustaborg néven. 1850 és 1957 között a település brit fennhatóság alatt volt. A lakosság túlnyomó része a ga nyelvet beszéli.
Az ország hetedik legnépesebb városában található a Nemzeti Kadéttiszt Képző Akadémia valamint a Kofi Annan Nemzetközi Békefenntartó Kiképző Központ. Minden év májusában megrendezik a Homowo fesztivált, az esős évszak kezdetének a tiszteletére.

## Külső hivatkozások
- Kofi Annan Nemzetközi Békefenntartó Kiképző Központ